# Nausibius major
Nausibius major is een keversoort uit de familie spitshalskevers (Silvanidae). De wetenschappelijke naam van de soort werd in 1869 gepubliceerd door C.C.A. Zimmermann.